# Opactwo Saint Jean des Vignes w Soissons
Opactwo Saint Jean des Vignes w Soissons (fr. Abbaye Saint-Jean-des-Vignes) – zachowana częściowo ruina gotyckiego opactwa kanoników regularnych pod wezwaniem świętego Jana (monument historique) w Soissons w Pikardii, w regionie Hauts-de-France, we Francji. 

## Historia
Opactwo kanoników regularnych zostało ufundowane w 1076 przez Hugona de Chateau-Thierry pod nazwą Saint Jean au Mont (pol. Opactwo św. Jana na górze), którą w 1088 przemianowano na obecną. Budowę trójnawowej bazyliki zakończono w latach 30. XIII w. W okresie największego rozkwitu w opactwie przebywało około 90 braci zakonnych, ponadto bracia świeccy, służba i personel pomocniczy. W XIV wieku, podczas wojny stuletniej, miało miejsce ufortyfikowanie i przebudowa kompleksu w stylu gotyckim. Warowne opactwo obroniło się przed atakiem wojsk cesarza Karola V, jednak wkrótce potem uległo zniszczeniu na skutek ataku hugenotów. Odbudowę rozpoczęto w 1567 i trwała ona przez kolejne sto lat.
W 1792, podczas rewolucji francuskiej, opactwo zamknięto, część zabudowań rozebrano, a sam obiekt przekształcono w koszary (funkcjonujące od 1796 aż do połowy XX w.), jednakże nie spowodowało to jego większych zniszczeń. Mimo tego stan techniczny świątyni był już tak zły, że koszty remontu oszacowano na 27 tysięcy liwrów. W związku z tym podjęto decyzję o jej rozbiórce. W 1807 rozpoczęto sprzedaż witraży i innych materiałów pochodzących z kościoła, po czym przystąpiono do prac rozbiórkowych. Pozyskany materiał budowlany został użyty do renowacji katedry św. Gerwazego i św. Protazego w Soissons. Na skutek protestów społecznych, w tym Victora Hugo, postanowiono zachować fasadę zachodnią oraz wieże, a z klasztoru – refektarz i część krużganka. 
Znajdująca się między wieżami kamienna rozeta została zniszczona w wyniku ostrzału w czasie wojny francusko-pruskiej w 1870.

## Galeria

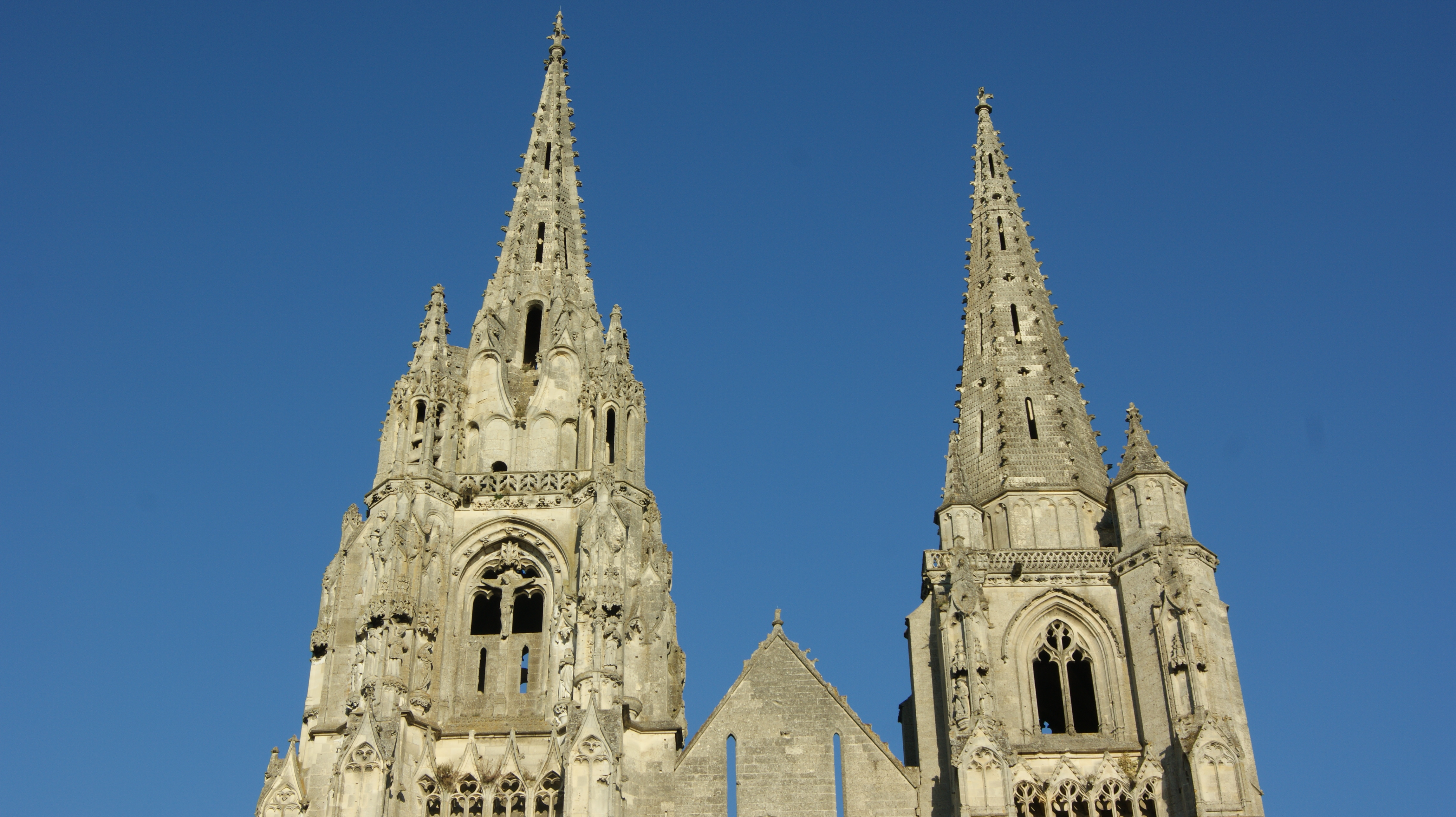
Zachowane wieże opactwa
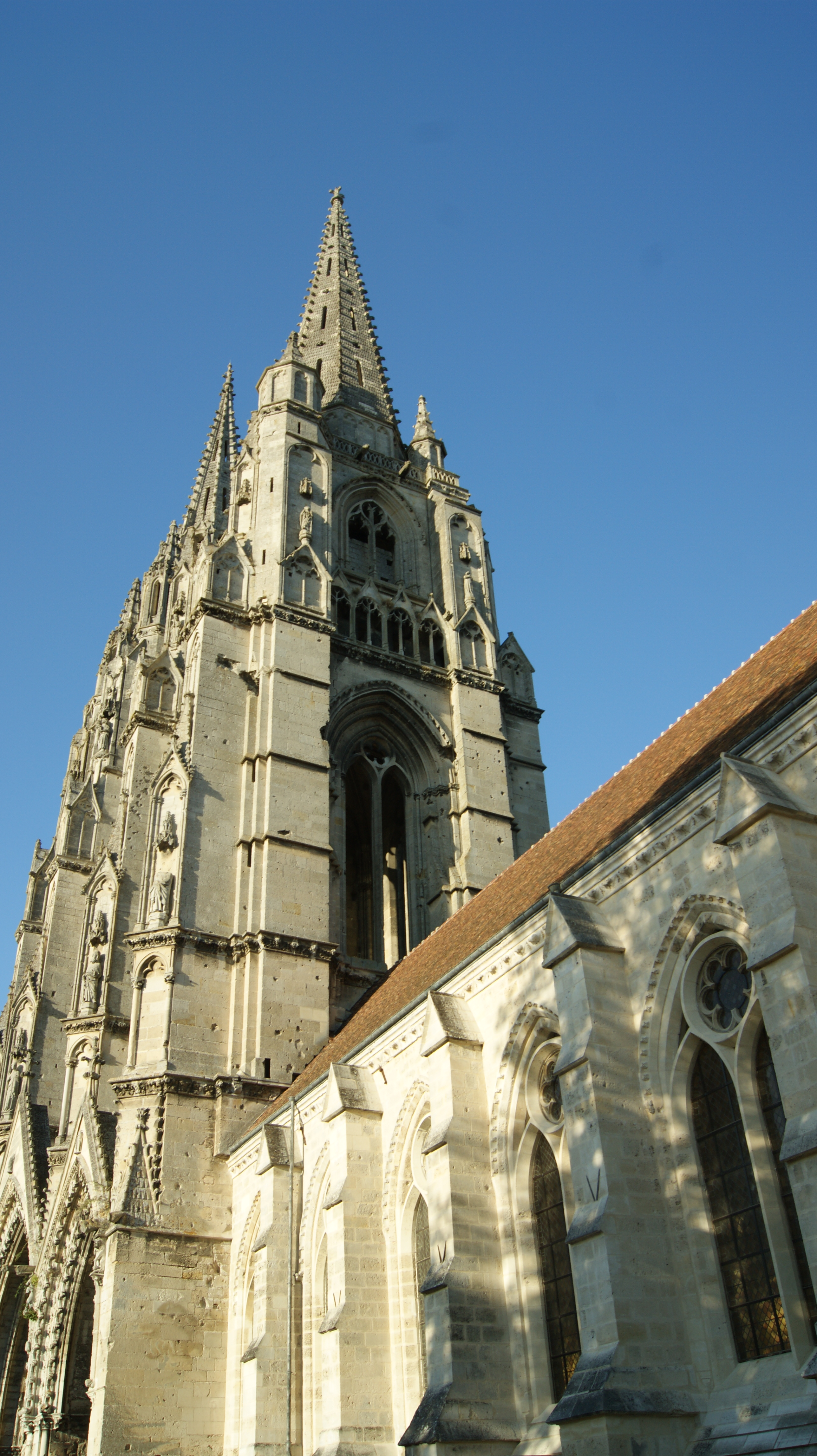
Wieże i część fasady opactwa
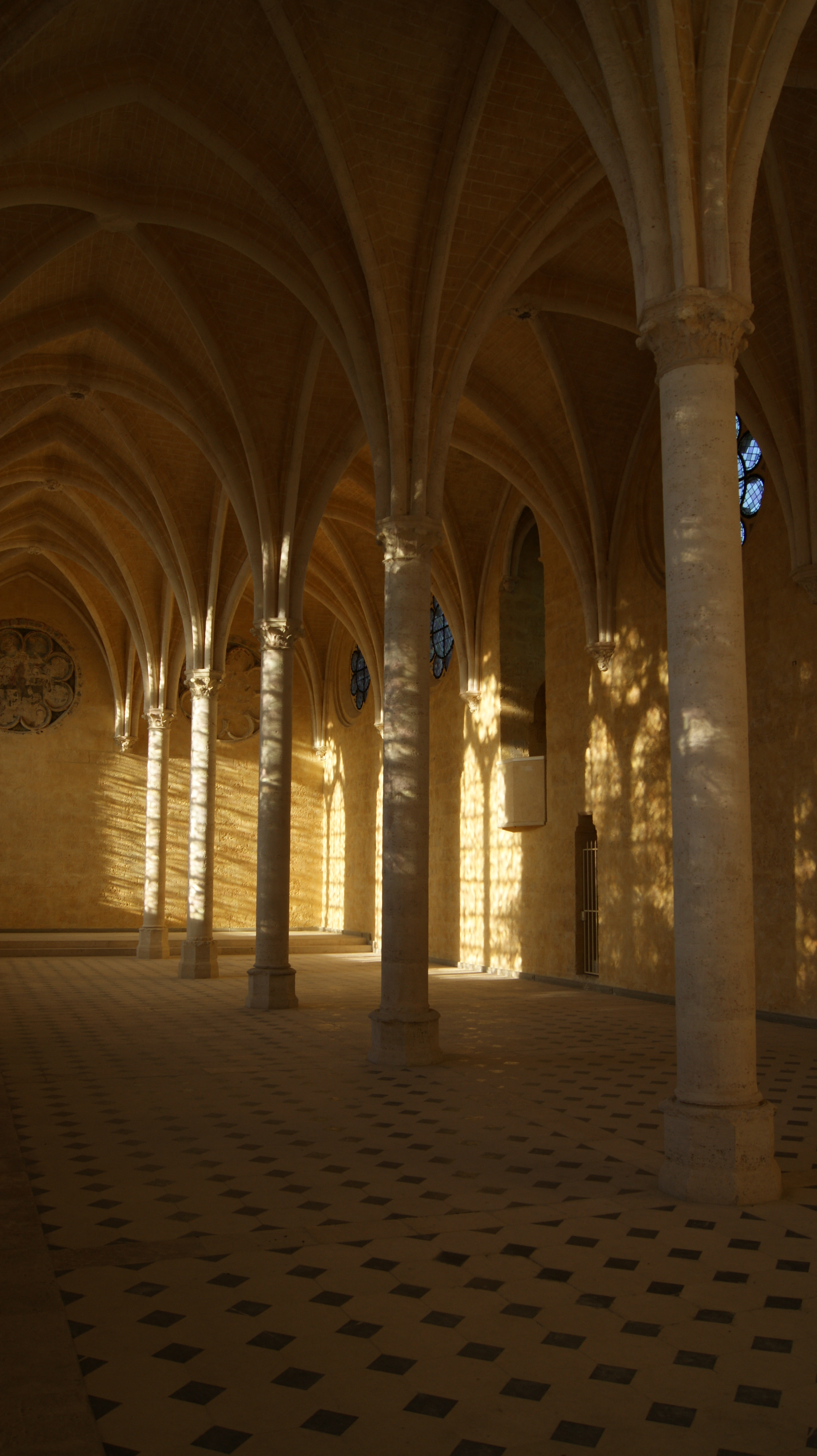
Wnętrze refektarza
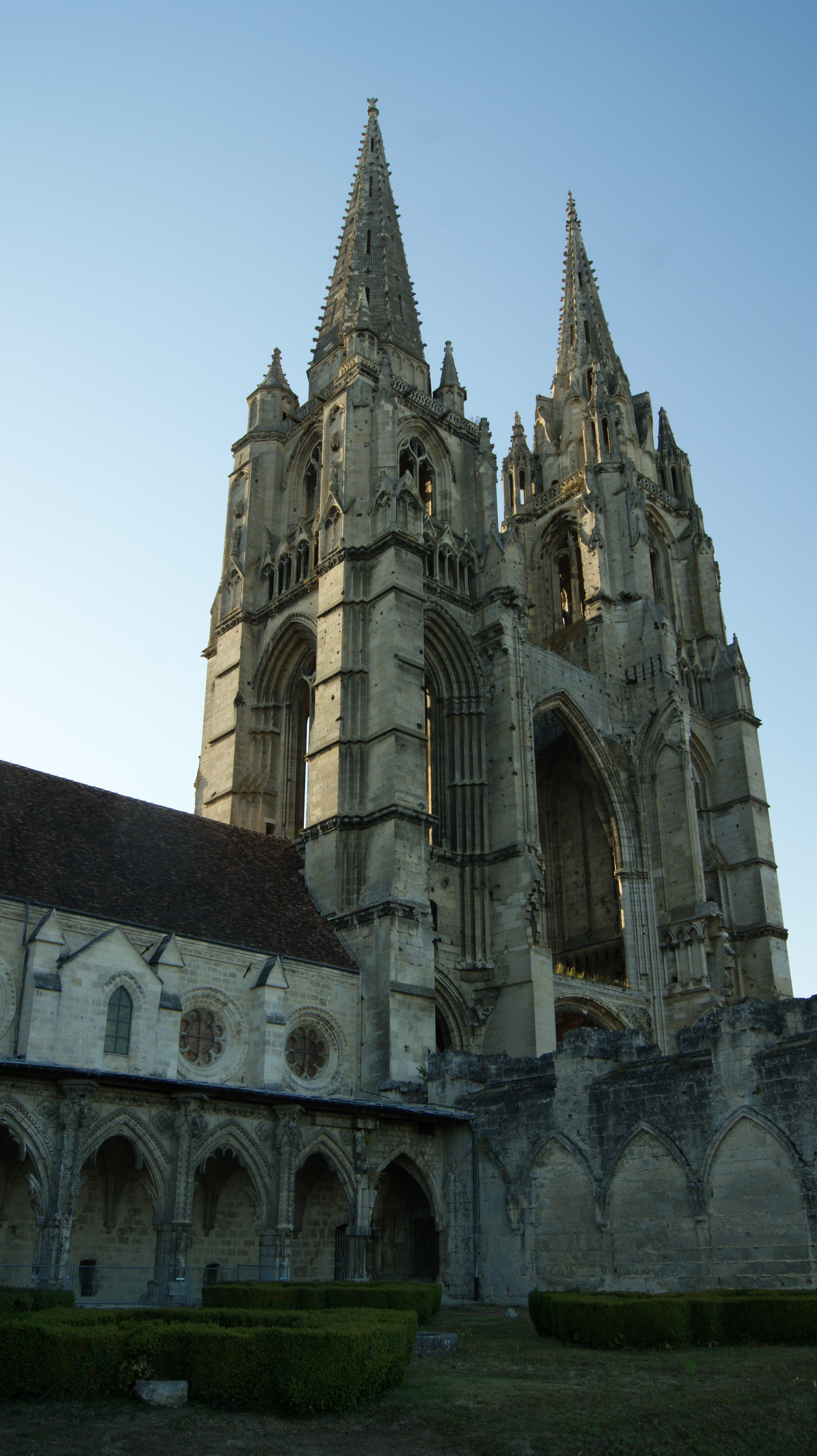
Krużganki i fasada
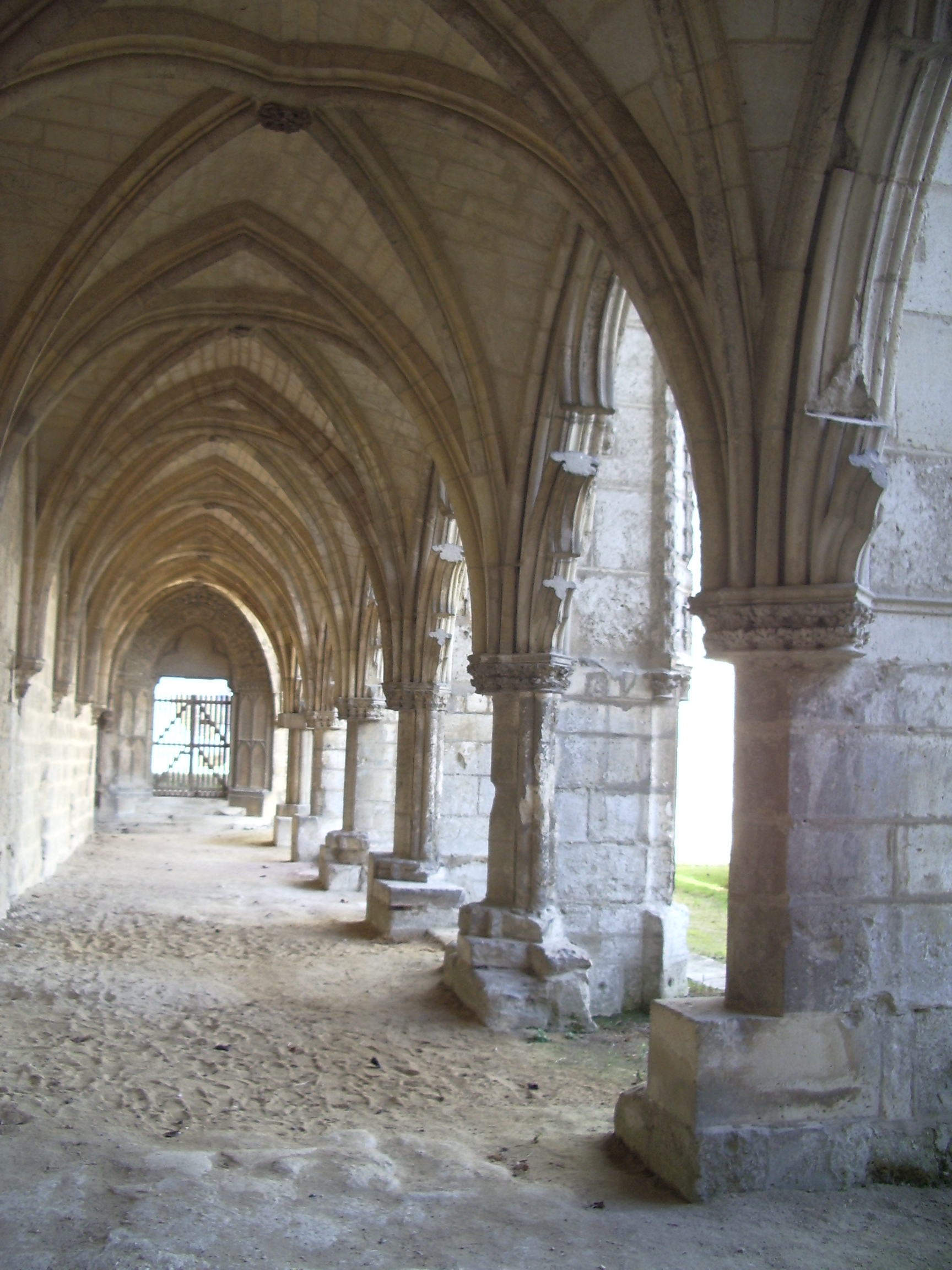
Krużganki
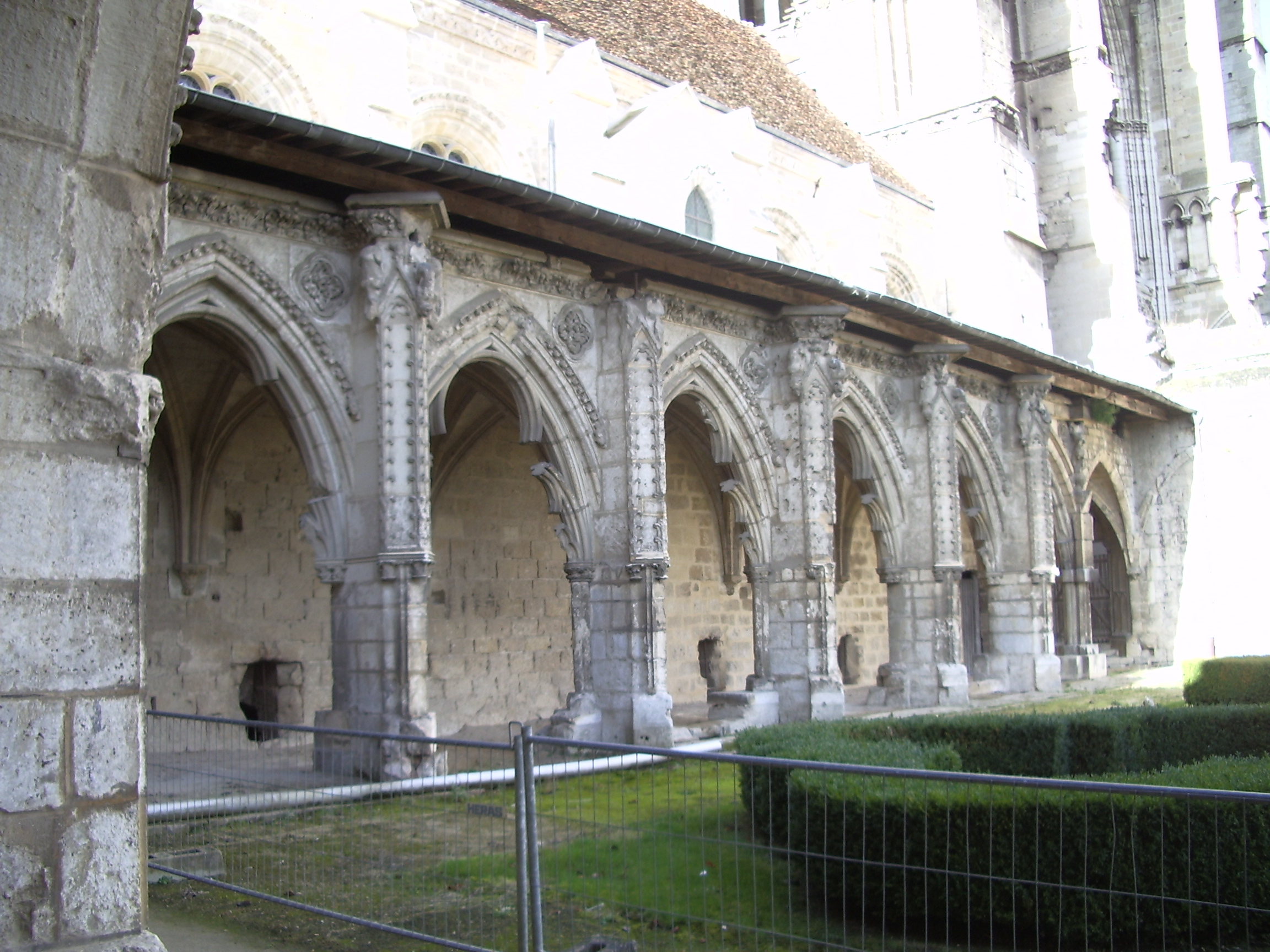
Krużganki
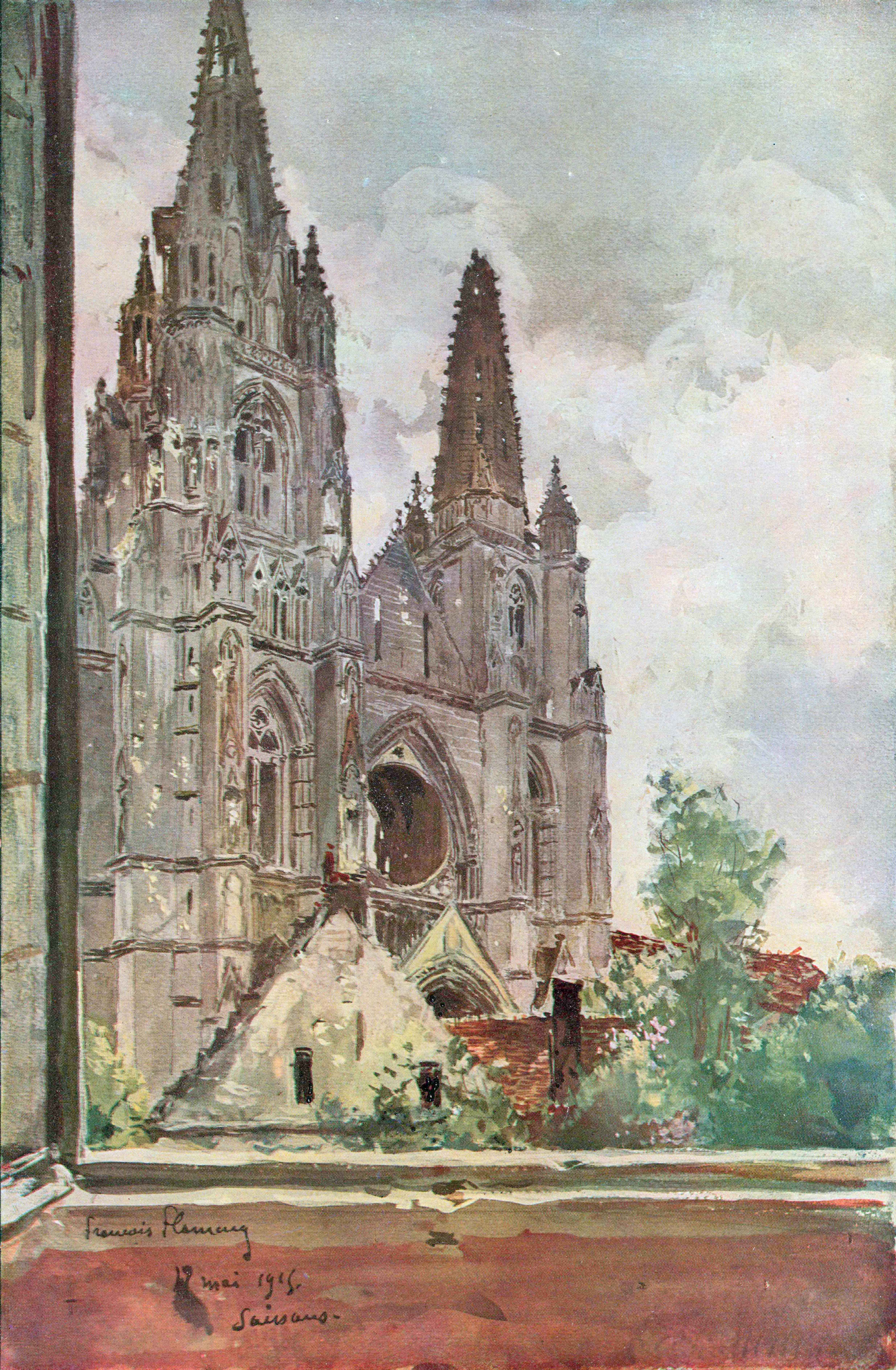
Fasada opactwa w 1915 według François Flamenga